# Hobart International
Hobart International – kobiecy turniej tenisowy kategorii WTA 250 zaliczany do cyklu WTA Tour. Rozgrywany na kortach twardych w australijskim Hobart od 1994 do 2020 oraz od 2023 roku.

## Historia nazwy turnieju
| Rok  | Rok  | Nazwa                                |
|      | 1994 | Tasmanian International Women’s Open |
| 1995 | 1996 | Schweppes Tasmanian International    |
| 1997 | 2002 | ANZ Tasmanian International          |
| 2003 | 2005 | Moorilla International               |
| 2006 | 2013 | Moorilla Hobart International        |
| 2014 | 2020 | Hobart International                 |

## Mecze finałowe

### gra pojedyncza
| Rok        | Zwyciężczyni                                 | Finalistka                                   | Wynik                                        |
| 2025       | McCartney Kessler                            | Elise Mertens                                | 6:4, 3:6, 6:0                                |
| 2024       | Emma Navarro                                 | Elise Mertens                                | 6:1, 4:6, 7:5                                |
| 2023       | Lauren Davis                                 | Elisabetta Cocciaretto                       | 7:6(0), 6:2                                  |
| 2021– 2022 | Turniej anulowano z powodu pandemii COVID-19 | Turniej anulowano z powodu pandemii COVID-19 | Turniej anulowano z powodu pandemii COVID-19 |
| 2020       | Jelena Rybakina                              | Zhang Shuai                                  | 7:6(7), 6:3                                  |
| 2019       | Sofia Kenin                                  | Anna Schmiedlová                             | 6:3, 6:0                                     |
| 2018       | Elise Mertens                                | Mihaela Buzărnescu                           | 6:1, 4:6, 6:3                                |
| 2017       | Elise Mertens                                | Monica Niculescu                             | 6:3, 6:1                                     |
| 2016       | Alizé Cornet                                 | Eugenie Bouchard                             | 6:1, 6:2                                     |
| 2015       | Heather Watson                               | Madison Brengle                              | 6:3, 6:4                                     |
| 2014       | Garbiñe Muguruza                             | Klára Zakopalová                             | 6:4, 6:0                                     |
| 2013       | Jelena Wiesnina                              | Mona Barthel                                 | 6:3, 6:4                                     |
| 2012       | Mona Barthel                                 | Yanina Wickmayer                             | 6:1, 6:2                                     |
| 2011       | Jarmila Groth                                | Bethanie Mattek-Sands                        | 6:4, 6:3                                     |
| 2010       | Alona Bondarenko                             | Szachar Pe’er                                | 6:2, 6:4                                     |
| 2009       | Petra Kvitová                                | Iveta Benešová                               | 7:5, 6:1                                     |
| 2008       | Eleni Daniilidu                              | Wiera Zwonariowa                             | walkower                                     |
| 2007       | Anna Czakwetadze                             | Wasilisa Bardina                             | 6:3, 7:6(3)                                  |
| 2006       | Michaëlla Krajicek                           | Iveta Benešová                               | 6:2, 6:1                                     |
| 2005       | Zheng Jie                                    | Gisela Dulko                                 | 6:2, 6:0                                     |
| 2004       | Amy Frazier                                  | Shinobu Asagoe                               | 6:3, 6:3                                     |
| 2003       | Alicia Molik                                 | Amy Frazier                                  | 6:2, 4:6, 6:4                                |
| 2002       | Martina Suchá                                | Anabel Medina Garrigues                      | 7:6(7), 6:1                                  |
| 2001       | Rita Grande                                  | Jennifer Hopkins                             | 0:6, 6:3, 6:3                                |
| 2000       | Kim Clijsters                                | Chanda Rubin                                 | 2:6, 6:2, 6:2                                |
| 1999       | Chanda Rubin                                 | Rita Grande                                  | 6:2, 6:3                                     |
| 1998       | Patty Schnyder                               | Dominique Van Roost                          | 6:3, 6:2                                     |
| 1997       | Dominique Van Roost                          | Marianne Werdel Witmeyer                     | 6:3, 6:3                                     |
| 1996       | Julie Halard-Decugis                         | Mana Endō                                    | 6:1, 6:2                                     |
| 1995       | Leila Meschi                                 | Li Fang                                      | 6:2, 6:3                                     |
| 1994       | Mana Endō                                    | Rachel McQuillan                             | 6:1, 6:7(1), 6:4                             |

### gra podwójna
| Rok        | Zwyciężczynie                                  | Finalistki                                     | Wynik                                        |
| 2025       | Jiang Xinyu Wu Fang-hsien                      | Monica Niculescu Fanny Stollár                 | 6:1, 7:6(6)                                  |
| 2024       | Chan Hao-ching Giuliana Olmos                  | Guo Hanyu Jiang Xinyu                          | 6:3, 6:3                                     |
| 2023       | Kirsten Flipkens Laura Siegemund               | Viktorija Golubic Panna Udvardy                | 6:4, 7:5                                     |
| 2021– 2022 | Turniej anulowano z powodu pandemii COVID-19   | Turniej anulowano z powodu pandemii COVID-19   | Turniej anulowano z powodu pandemii COVID-19 |
| 2020       | Nadija Kiczenok Sania Mirza                    | Peng Shuai Zhang Shuai                         | 6:4, 6:4                                     |
| 2019       | Chan Hao-ching Latisha Chan                    | Kirsten Flipkens Johanna Larsson               | 6:3, 3:6, 10–6                               |
| 2018       | Elise Mertens Demi Schuurs                     | Ludmyła Kiczenok Makoto Ninomiya               | 6:2, 6:2                                     |
| 2017       | Raluca Olaru Olha Sawczuk                      | Gabriela Dabrowski Yang Zhaoxuan               | 0:6, 6:4, 10–5                               |
| 2016       | Han Xinyun Christina McHale                    | Kimberly Birrell Jarmila Wolfe                 | 6:3, 6:0                                     |
| 2015       | Kiki Bertens Johanna Larsson                   | Witalija Djaczenko Monica Niculescu            | 7:5, 6:3                                     |
| 2014       | Monica Niculescu Klára Zakopalová              | Lisa Raymond Zhang Shuai                       | 6:2, 6:7(5), 10–8                            |
| 2013       | Garbiñe Muguruza María-Teresa Torró-Flor       | Tímea Babos Mandy Minella                      | 6:3, 7:6(5)                                  |
| 2012       | Irina-Camelia Begu Monica Niculescu            | Chuang Chia-jung Marina Erakovic               | 6:7(4), 7:6(4), 10–5                         |
| 2011       | Sara Errani Roberta Vinci                      | Kateryna Bondarenko Līga Dekmeijere            | 6:3, 7:5                                     |
| 2010       | Chuang Chia-jung Květa Peschke                 | Chan Yung-jan Monica Niculescu                 | 3:6, 6:3, 10–7                               |
| 2009       | Gisela Dulko Flavia Pennetta                   | Alona Bondarenko Kateryna Bondarenko           | 6:2, 7:6(4)                                  |
| 2008       | Anabel Medina Garrigues Virginia Ruano Pascual | Eleni Daniilidu Jasmin Wöhr                    | 6:2, 6:4                                     |
| 2007       | Jelena Lichowcewa Jelena Wiesnina              | Anabel Medina Garrigues Virginia Ruano Pascual | 2:6, 6:1, 6:2                                |
| 2006       | Émilie Loit Nicole Pratt                       | Jill Craybas Jelena Kostanić                   | 6:2, 6:1                                     |
| 2005       | Yan Zi Zheng Jie                               | Anabel Medina Garrigues Dinara Safina          | 6:4, 7:5                                     |
| 2004       | Shinobu Asagoe Seiko Okamoto                   | Els Callens Barbara Schett                     | 2:6, 6:4, 6:3                                |
| 2003       | Cara Black Jelena Lichowcewa                   | Barbara Schett Patricia Wartusch               | 7:5, 7:6(1)                                  |
| 2002       | Tathiana Garbin Rita Grande                    | Catherine Barclay-Reitz Christina Wheeler      | 6:2, 7:6(3)                                  |
| 2001       | Cara Black Jelena Lichowcewa                   | Ruxandra Dragomir Virginia Ruano Pascual       | 6:4, 6:1                                     |
| 2000       | Rita Grande Émilie Loit                        | Kim Clijsters Alicia Molik                     | 6:4, 4:6, 6:4                                |
| 1999       | Mariaan de Swardt Ołena Tatarkowa              | Alexia Dechaume Émilie Loit                    | 6:1, 6:2                                     |
| 1998       | Virginia Ruano Pascual Paola Suárez            | Julie Halard-Decugis Janette Husárová          | 7:6(6), 6:3                                  |
| 1997       | Naoko Kijimuta Nana Miyagi                     | Barbara Rittner Dominique Monami               | 6:3, 6:1                                     |
| 1996       | Yayuk Basuki Kyōko Nagatsuka                   | Kerry-Anne Guse Park Sung-hee                  | 7:6(7), 6:3                                  |
| 1995       | Ai Sugiyama Kyōko Nagatsuka                    | Manon Bollegraf Łarysa Neiland                 | 2:6, 6:4, 6:2                                |
| 1994       | Chanda Rubin Linda Wild                        | Jenny Byrne Rachel McQuillan                   | 7:5, 4:6, 7:6(1)                             |